# هير (إب)

تعديل مصدري - تعديل

هير هي إحدى قرى عزلة ريمان بمديرية إب التابعة لمحافظة إب، بلغ تعداد سكانها 253 نسمة حسب تعداد اليمن لعام 2004.